# Maria Klementyna Sanguszko
La principessa Maria Klementyna Sanguszko (Slavuta, 30 marzo 1830 – Leopoli, 17 ottobre 1903) è stata una nobildonna polacca.

## Biografia
Era figlia del principe Roman Stanisław Sanguszko e di Natalia Potocka. La madre morì otto mesi dopo la sua nascita e il padre fu imprigionato per aver partecipato all'insurrezione di novembre, pertanto Maria fu allevata dai nonni, Eustachy Erazm Sanguszko e Klementyna Czartoryska.

## Matrimonio
Sposò, 18 marzo 1851 a Slavuta, il cugino Alfred Józef Potocki. Ebbero quattro figli:
- Roman Potocki (1852-1915);
- Julia Potocka (1854-1921): sposò il conte Vladislav Branitski;
- Klementyna Potocka (1856-1921): sposò il conte Jan Tyszkiewicz;
- Józef Mikołaj Potocki (1862-1922)

Come moglie del governatore del Regno di Galizia e Lodomeria, organizzò balli, feste e incontri sociali. Aveva la reputazione di persona meticolosa che non sopportava l'insubordinazione. Suo marito nel 1880 decise di costruire un nuovo palazzo nella parte sud-occidentale di Leopoli.

## Morte
Dopo la morte del marito nel 1889, supervisionò il completamento della costruzione del palazzo a Leopoli, che in seguito fu ereditata dal figlio minore Józef. Morì il 17 ottobre 1903 a Leopoli.